# 양주 들노래
양주 들노래는 대한민국 경기도 양주시 백석읍 오산리에 있다. 2010년 9월 7일 양주시의 향토유적 제18호로 지정되었다.

## 개요
양주 들노래는 크게 소모는 소리, 모심는 소리, 논메는 소리로 구성되어 있다.

## 참고 문헌
- 양주 들노래 - 디지털양주문화대전